# Cape Disappointment State Park
Cape Disappointment State Park ist ein State Park im Pacific County im US-Bundesstaat Washington. Der 794 Hektar große Park wurde ursprünglich Fort Canby State Park genannt.

## Geographie
Der Park liegt an der Cape Disappointment genannten Südspitze der Long Beach Peninsula nördlich der Mündung des Columbia River. Neben einem großen Campingplatz besitzt der Park drei Kilometer Sandstrand, 10 Kilometer weitere Küsten, die Süßwasserseen McKenzie Lagoon und Lake O'Neil, unberührten Küstenwald, zwei Leuchttürme, das Lewis-und-Clark Interpretive Center und die ehemalige Küstenbefestigung Fort Canby.
1914 bis 1917 wurde am Cape Disappointment zur Uferbefestigung eine in die Mündung des Columbia River reichende Mole errichtet. Während der nächsten Jahrzehnte wurde nördlich der Mole Land angespült, doch seit den 1950er Jahren gingen durch Erosion wieder über 100 Hektar Land verloren. Wenn die Erosion fortschreitet, sind zahlreiche Stellplätze des Campingplatzes bedroht.

## Natur

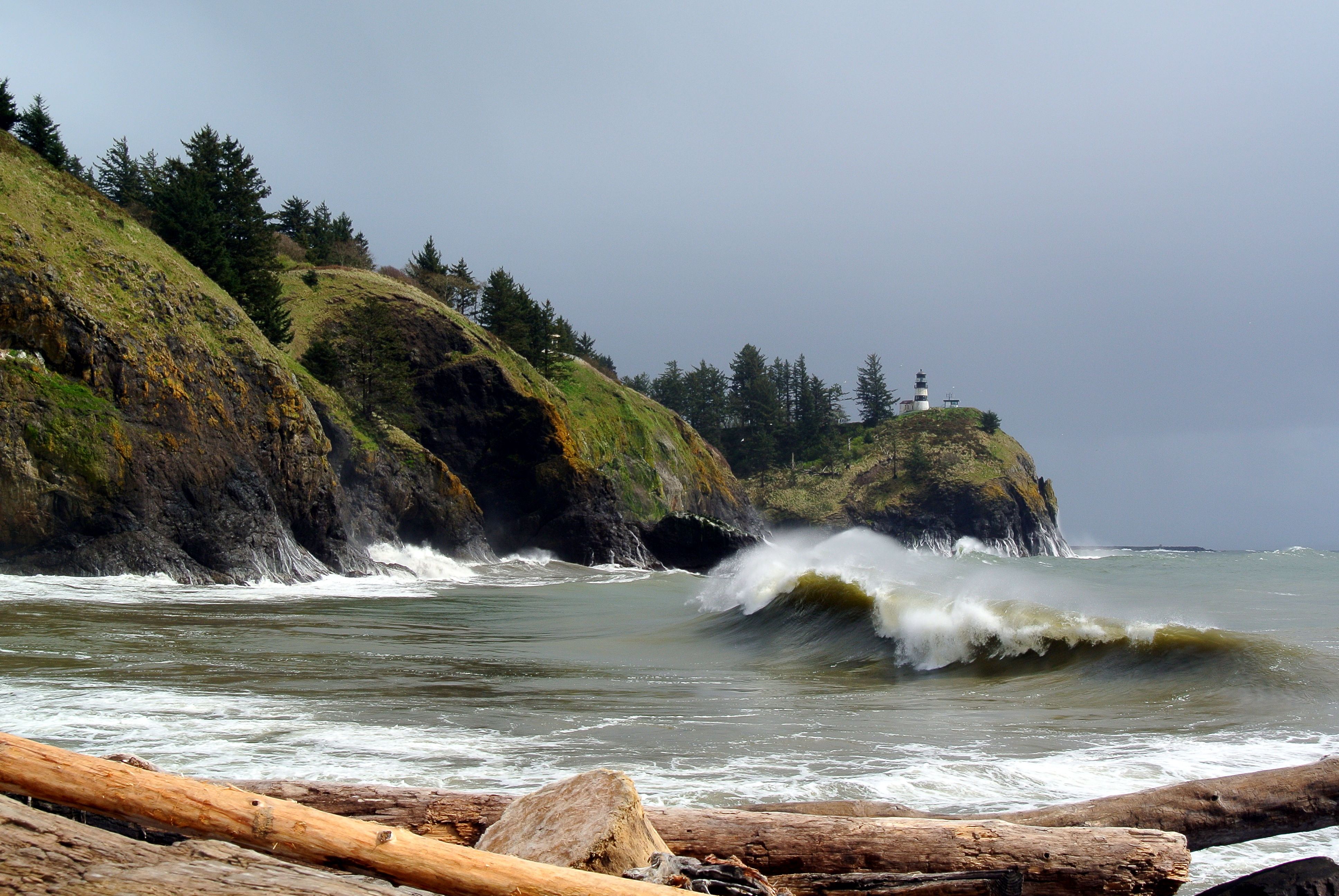
Südliche Seite von dem Cape Disappointment

Der Park ist mit Dünen, Feuchtgebieten und einem Küstenwald aus Sitka-Fichten, Douglasien und Westamerikanischen Hemlocktannen bedeckt.  
Das Gebiet ist vor allem Lebensraum für zahlreiche Vogelarten, darunter Singvögel wie Sumpfzaunkönige, Schwarzkopfkernknacker, Zwergdrosseln, Sängervireos, Trauer-Waldsänger und Orangefleck-Waldsänger, Rotrückenmeisen und Schwarzkopfmeisen vor, außerdem Wilson-Bekassinen, Braunpelikane, Brandenten, Kormorane, Rauchseeschwalben, Weißkopf-Seeadler, Beringmöwen und Westmöwen. Der Park ist Rastplatz für Zugvögel wie Kiebitzregenpfeifer, Amerika-Sandregenpfeifer und Wiesenstrandläufer. Die Küsten und Seen sind Lebensraum für Keilschwanz-Regenpfeifer, Kleiner Gelbschenkel, Großer Gelbschenkel und Drosseluferläufer.

## Geschichte
Der spanische Entdecker Bruno de Heceta nannte 1775 das Kap San Rogue. Der englische Kapitän John Meares benannte es 1788 Cape Disappointment auf der erfolglosen Suche nach der Nordwestpassage. Das Kap war der westlichste Punkt, den die Lewis-und-Clark-Expedition am 18. November 1805 erreichte. 1852 wurde das Gebiet zum Militärgebiet erklärt, 1856 wurde der Cape Disappointment-Leuchtturm errichtet, der heute der älteste funktionsfähige Leuchtturm an der US-amerikanischen Westküste ist. Während des Sezessionskriegs wurden 1862 zum Schutz der Mündung des Columbia River bei Cape Disappointment eine Küstenbatterie errichtet. 1875 wurde diese Befestigung in Fort Canby umbenannt. Bis zum Ende des Zweiten Weltkriegs wurde die Küstenbefestigung militärisch genutzt. In den 1950er Jahren wurde auf dem ehemaligen militärischen Gelände der Fort Canby State Park eröffnet. 2003 wurde der Park umbenannt. 

## Sehenswürdigkeiten
Der Park verfügt über einen großen Campingplatz mit über 200 Stellplätzen, Bootsrampe und -steg und über 11 km Wanderwege.

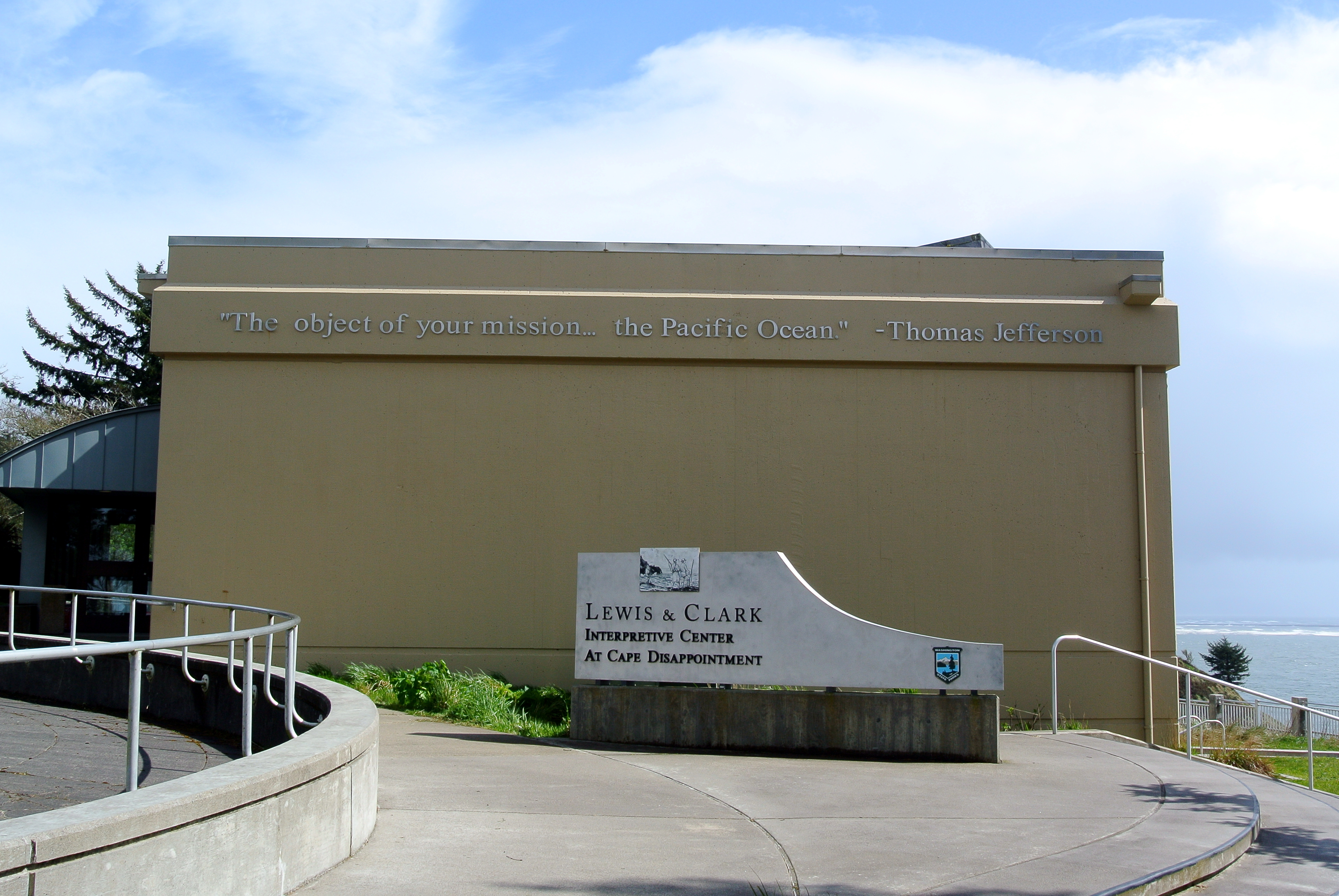
Lewis and Clark Interpretive Center

### Lewis and Clark Interpretive Center
Das Lewis and Clark Interpretive Center zeigt eine Ausstellung über die Lewis-und-Clark-Expedition von 1803 bis 1806, die vom Missouri bis zum Cape Disappointment führt. Außerdem informiert das Center über die Geschichte des State Parks, über die beiden Leuchttürme, Fort Canby und über die Naturgeschichte. Das Gebäude steht auf einem 60 Meter hohen Kliff über der Mündung des Columbia River in den Pazifischen Ozean.

### Fort Canby

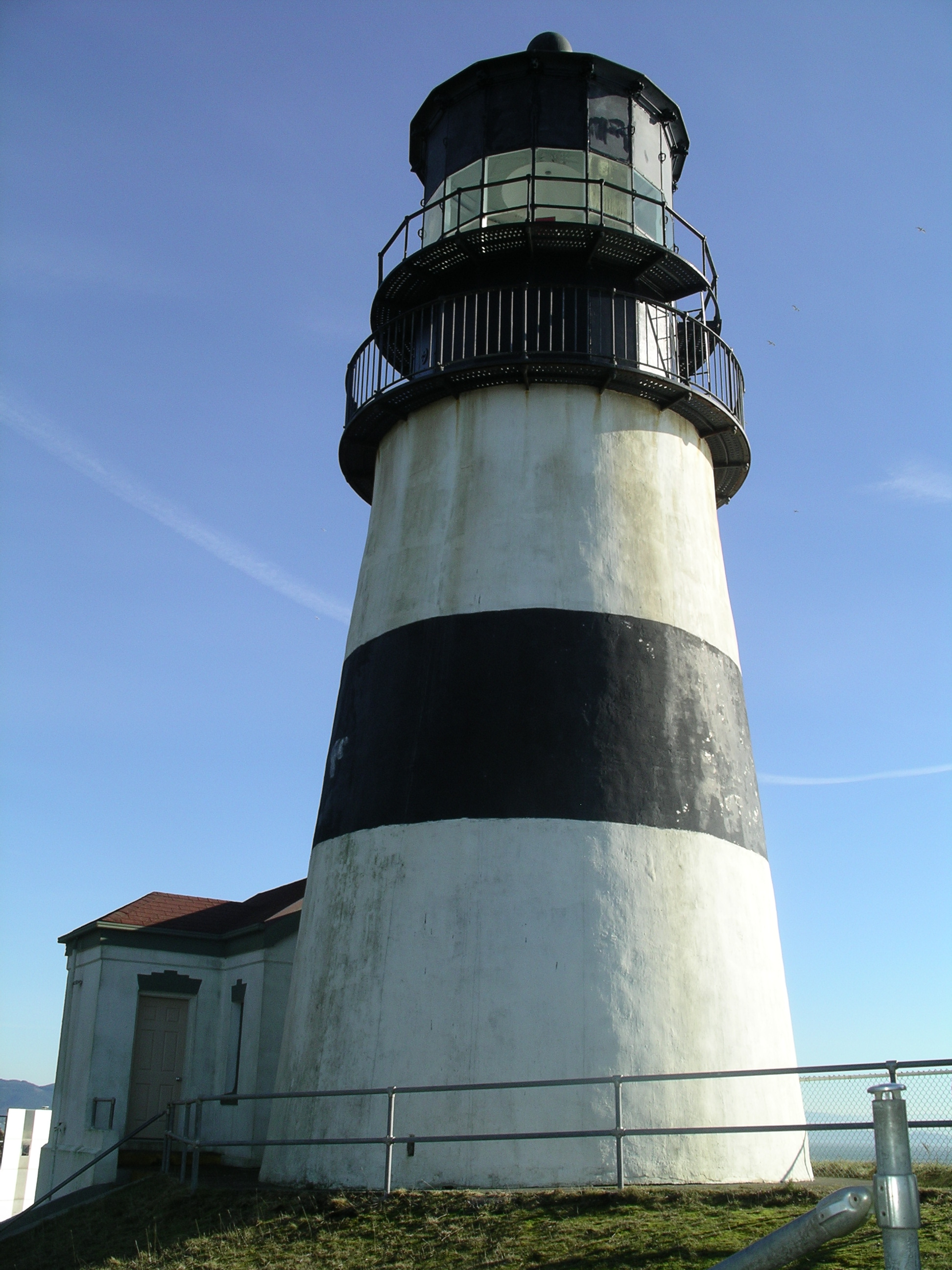
Cape Disappointment-Leuchtturm

Zum Schutz der Mündung des Columbia River vor Angriffen gegnerischer Kaperschiffe wurden 1862 beim  Cape Disappointment Leuchtturm Geschütze aufgestellt. Der Posten verstärkte das Fort at Point Adams, das spätere Fort Stevens, auf der anderen Seite des Columbia.
1864 waren die hölzernen Kasernenbauten fertiggestellt und am 15. April 1864 wurde Fort Cape Disappointment in Dienst gestellt. Das Fort bestand aus drei Geschützbatterien, der Tower-, der Left- und der Center-Battery, die durch Erdwerke geschützt wurden. Ein Teil dieser Befestigungen aus dem Bürgerkrieg ist noch erhalten. 1875 wurde das Fort nach Edward Canby, einem im Krieg gegen die Modoc-Indianer getöteten US-General, in Fort Canby umbenannt. 

Zwischen 1896 und 1908 wurde Fort Canby als Teil des nach dem damaligen Kriegsministers Endicott benannten Bauprogramms ausgebaut und unter anderem mit zwei Batterien mit insgesamt fünf 15,2 cm-Geschützen ausgestattet. Zusammen mit Fort Stevens und Fort Columbia bildete es die drei Forts umfassende Küstenbefestigung der Mündung des Columbia River. Auch nach dem Ersten Weltkrieg wurde das Fort weiter ausgebaut, 1921 erhielt es eine Batterie mit vier 30,5-Mörsern aus Fort Stevens. Nach dem japanischen Angriff auf Fort Stevens 1942 wurden weitere Geschütze aufgestellt, bis zum Ende des Zweiten Weltkriegs diente es als Küstenfort. 1947 wurde es aufgegeben, die Geschütze wurden verschrottet. Heute zeugen noch einige Bunker und Geschützbettungen von der Küstenbefestigung.

### Cape Disappointment-Leuchtturm
Bevor die Leuchttürme den Seeleuten den Weg wiesen, war die Einfahrt in den Columbia River aufgrund der Sandbänke vor der Mündung sehr gefährlich und als Schiffsfriedhof des Pazifiks gefürchtet. Der Cape Disappointment-Leuchtturm (engl. Cape Disappointment Lighthouse) wurde 1856 als Orientierung für die Einfahrt in den Columbia River fertiggestellt. Er ist 16 Meter hoch und steht auf einer 67 Meter hohen Klippe über dem Columbia River. Er wurde 1973 automatisiert und dient immer noch als Schifffahrtsignal.

### North Head Leuchtturm
Der North Head Leuchtturm (engl. North Head Lighthouse) wurde 1898 fertiggestellt. Er wurde errichtet, weil Schiffe, die den Columbia von Norden aus anliefen, den Cape Disappointment Leuchtturm nicht sehen konnten. Der 20 Meter hohe Turm wurde von dem Ingenieur C.W. Leick errichtet und steht auf einem Basaltfelsen 58 Meter über dem Meer. Der North Head Leuchtturm gilt als zweitwindigster Leuchtturm der USA. Am 29. Januar 1921 wurde eine Windgeschwindigkeit von über 200 km/h gemessen, bevor die Instrumente fortgeweht wurden. Der Leuchtturm dient heute noch als Schifffahrtssignal, ist aber zu besichtigen.